# معالم جذب سياحي

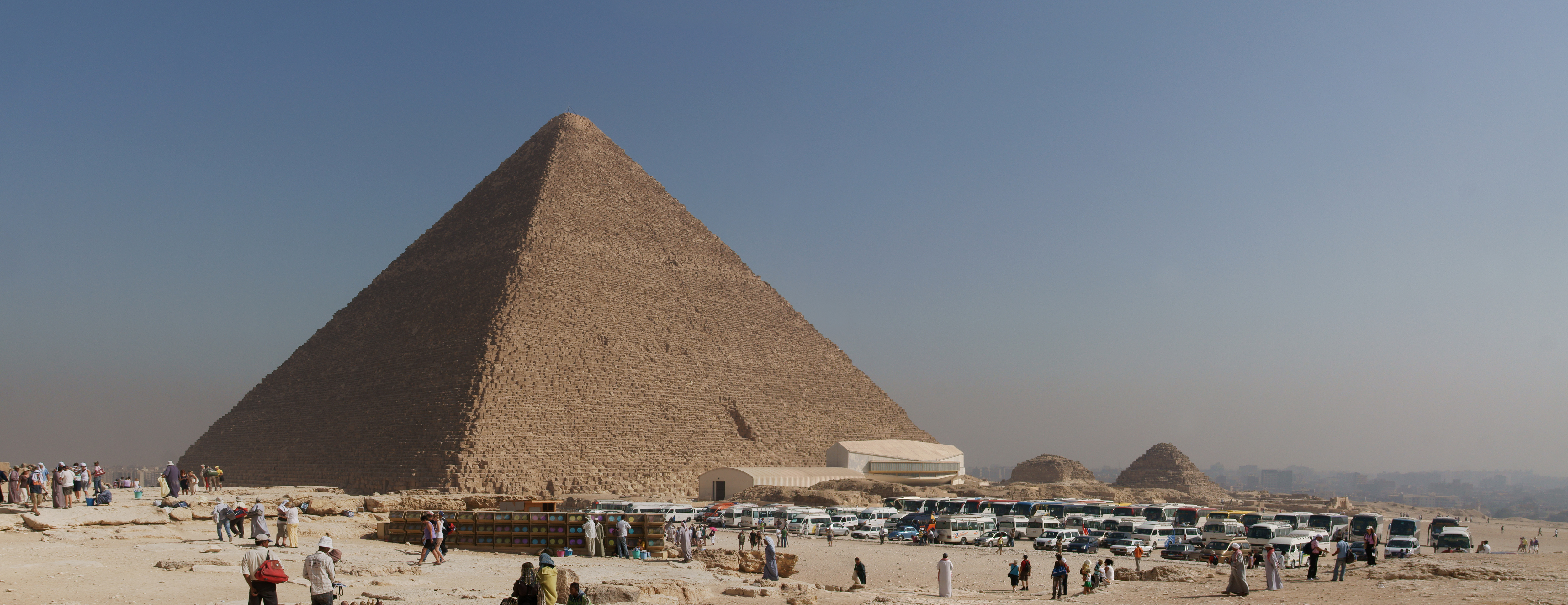
أهرامات الجيزة أحد أقدم المزارات السياحية، وكان عتيقة في عهد مصر القديمة.

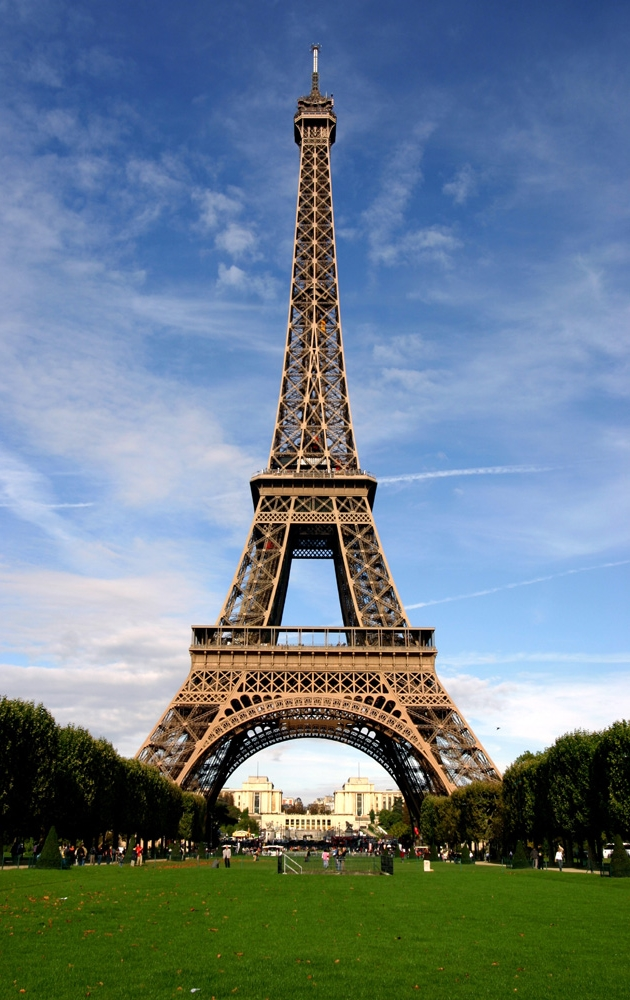
برج ايفل في باريس, يزوره نحو 7 ملايين سائح كل عام.

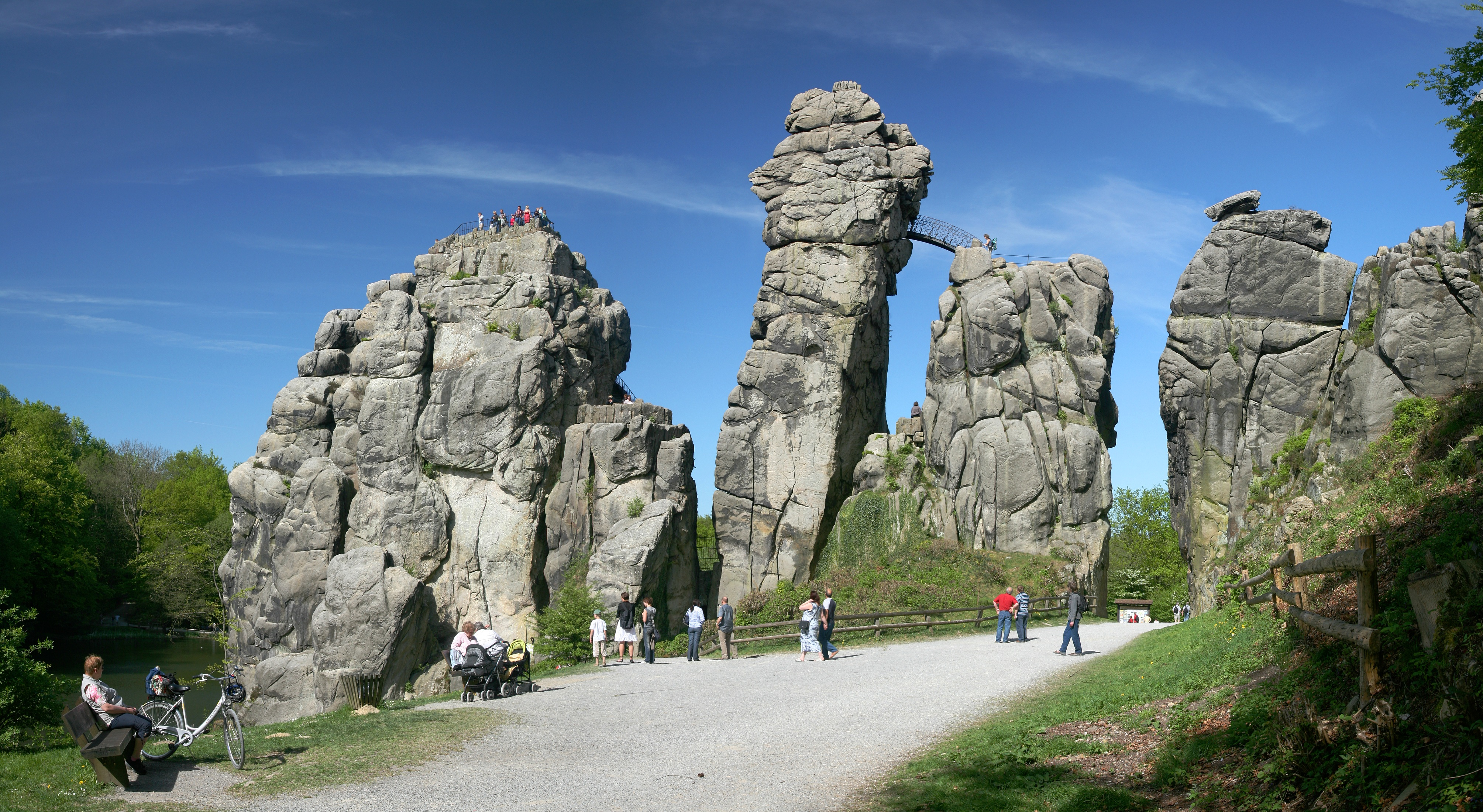
اكسترنشتاينه ، بشمال ألمانيا

المزار أو المعلم السياحي

Römisches Amphitheater in بولا, كرواتيا - مسرح روماني يزوره السياح.

هي معالم طبيعية جذابة أو منطقة آثار أو أي منطقة تتسم بحب زيارتها والاستمتاع بجمالها . أمثلة لذلك برج إيفل في فرنسا ، وأهرام الجيزة في مصر، وقصر تاج محل بالهند ، والأخدود العظيم بالولايات المتحدة ، والبتراء في الأردن، والكثير في بلاد أخرى .
تشكل تلك المناطق مناطق سياحية يزورها سياح من أقطار كثيرة . وهي مناطق أو بنايات تتحدث عنها وسائل الإعلام من مجلات ، وجرائد ، وتلفزيون وغيرها . فيذهب الناس إليها لزيارتها ورؤيتها بأنفسهم .
أما السكان المجارون فيذهبون إليها للاستجمام والاستمتاع وقضاء وقتا طيبا مع أبنائهم وذويهم .
تشكل تلك المناطق مناطق سياحية يزوروها سياح من أقطار كثيرة . وهي مناطق أو بنايات تتحدث عنها وسائل الإعلام من مجلات ، وجرائد ، وتلفزيون وغيرها . فيذهب الناس غليها لزيارتها ورؤيتها بأنفسهم .
أما السكان المجارون فيذهبون إليها للاستجمام والاستمتاع وقضاء وقتا طيبا مع أبنائهم وذويهم .
من المناطق الجذابة تجد مباني تاريخية و مباني فنية مثل بيت هندرت فاسر في فيينا ، أو متحف أو أثار للقدماء مثل الأقصر ، وبعضها طبيعي مثل بحر متميز أو منطقة غابات أو منطقة جبلية .

## اقرأ أيضا
- سياحة
- قائمة أهم المعالم السياحية في العالم
- مقصد سياحي